# Груб (Тирингија)
Груб (њем. Grub) општина је у њемачкој савезној држави Тирингија. Једно је од 43 општинска средишта округа Хилдбургхаузен. Према процјени из 2010. у општини је живјело 190 становника. Посједује регионалну шифру (AGS) 16069017.

## Географски и демографски подаци
Груб се налази у савезној држави Тирингија у округу Хилдбургхаузен. Општина се налази на надморској висини од 460 метара. Површина општине износи 4,5 km². У самом мјесту је, према процјени из 2010. године, живјело 190 становника. Просјечна густина становништва износи 42 становника/km².